# 10 (New Kids on the Block)
10 è il sesto album discografico in studio del gruppo musicale statunitense New Kids on the Block, pubblicato nel 2013.

## Il disco
Il disco è stato pubblicato in maniera indipendente dalla band attraverso l'etichetta The Block. Il precedente album, chiamato proprio The Block e uscito nel 2008, aveva segnato il ritorno del gruppo dopo molti anni.
Si tratta del decimo album in assoluto per il gruppo considerando le raccolte e per questo motivo si intitola 10.
Il disco ha raggiunto la sesta posizione della classifica Billboard 200.

## Tracce
1. We Own Tonight – 3:20
2. Remix (I Like The) – 3:18
3. Take My Breath Away – 4:01
4. Wasted on You – 3:38
5. Fighting Gravity – 4:06
6. Miss You More – 4:03
7. The Whisper – 4:42
8. Jealous (Blue) – 3:22
9. Crash – 4:08
10. Back to Life – 3:44
11. Now or Never – 3:28
12. Survive You – 7:16
13. Let's Go Out With a Bang (traccia nascosta (da 3:43)

## Formazione
- Jordan Knight
- Jonathan Knight
- Joey McIntyre
- Donnie Wahlberg
- Danny Wood